# Konrad Szaciłowski
Konrad Tadeusz Szaciłowski (ur. 1971 w Krakowie) – polski chemik, profesor nauk chemicznych, wykładowca Akademii Górniczo-Hutniczej w Krakowie, współautor ponad stu prac badawczych w recenzowanych czasopismach naukowych.

## Życiorys

### Działalność naukowa
W 1995 r. ukończył studia magisterskie na Wydziale Chemii Uniwersytetu Jagiellońskiego. W 2000 r. uzyskał na macierzystym wydziale stopień doktora nauk chemicznych na podstawie pracy Nowe aspekty procesów zachodzących w układzie [Fe(CN)5NO]2− - tiol, której promotorką była Zofia Stasicka. W 2008 r. uzyskał na tym samym wydziale stopień doktora habilitowanego nauk chemicznych. W 2015 r. otrzymał tytuł profesora nauk chemicznych. 
Wśród jego zainteresowań znalazły się: chemia nieorganiczna, fotochemia, biochemia, elektronika, styk nauk chemicznych z teorią informacji i elektroniką. Określa się jako twórca infochemii – gałęzi nauki łączącej elementy chemii i inżynierii materiałowej z elektroniką i teorią informacji. Wraz z Wojciechem Macykiem odkrył efekt fotoelektrochemicznego przełączenia fotoprądu, zwanego też efektem PEPS. Jest też współodkrywcą (z Agnieszką Podborską i Kacprem Pilarczykiem) efektu LIIPS (efekt przełączenia fotopradu kontrolowany natężeniem światła, ang. light intensity induced photocurrent switching) oraz jednym z popularyzatorów rezerwuarowego przetwarzania informacji. 
Przebywał na stażu naukowym na Wayne State University w Detroit oraz na Uniwersytecie w Erlangen. Od 2000 r. pracował naukowo w Zakładzie Chemii Nieorganicznej Wydziału Chemii UJ. W 2008 r. został zatrudniony w Akademii Górniczo-Hutniczej (AGH), gdzie najpierw pracował w Katedrze Fizykochemii i Metalurgii Metali Nieżelaznych na Wydziale Metali Nieżelaznych AGH, a obecnie (stan na maj 2024 r.) jest zatrudniony na stanowisku profesora w Akademickim Centrum Materiałów i Nanotechnologii AGH. Od 2024 roku jest profesorem wizytującym w Unconventional Computing Laboratory na University of the West of England w Bristolu.
Opublikował jako autor lub współautor ponad sto prac badawczych w recenzowanych czasopismach naukowych. Wypromował siedmioro doktorów, w tym Przemysława Kwolka. 

### Prowokacja naukowa
Konrad Szaciłowski ok. 2023–2024 opublikował trzy artykuły z zakresu teologii katolickiej. Zostały one celowo przygotowane w sposób budzący duże zastrzeżenia warsztatowe i merytoryczne, a mimo to przeszły proces recenzji i zostały opublikowane w wysoko punktowanych czasopismach naukowych, np. Filumenistyczne hobby Jana Pawła II we „Wschodnim Roczniku Humanistycznym” (za 100 pkt) czy Rola katolickich rozgłośni radiowych w kształtowaniu postaw moralnych młodzieży w „Fides Ratio et Patria Studia Toruńskie” oraz God's Omnipotence Versus the Pauli Principle. Philosophical and Scientific Inquiry into the Limits of Divine Power and the Fundamental Nature of Reality. Part 1 (pol. Boska wszechmoc a reguła Pauliego. Filozoficzny i naukowy wgląd w granice boskiej mocy i fundamentalną naturę rzeczywistości. Część 1) w „Roczniku Teologii Katolickiej” (za 200 pkt). W dwóch artykułach jako współautora podał nieistniejącego muzykologa Kapelę Abdulayeva Pilakę z Turkmenistanu. Szacuje się, że publikacje sygnowane nazwiskiem Pilaki uzyskały łącznie 660 punktów.
Konrad Szaciłowski napisał, że publikacje te wynikają z jego osobistych zainteresowań. Wyjaśnił, iż tego rodzaju działalność wzięła się z jego wątpliwości wobec istniejącego systemu punktowania publikacji, recenzowania ich i tworzenia na tej podstawie ocen dorobku naukowego badaczy, zaś jego celem było ukazanie niedoskonałości tego systemu. Zaznaczył, że nie zgłaszał tych publikacji do dorobku AGH i nie miały one wpływu na ewaluację dyscyplin uprawianych na tej uczelni. Podkreślił, iż jego akcja nie była wycelowana w środowiska katolickie. Spośród około 15 wysłanych przez niego tekstów dotyczących różnych dziedzin nauk (m.in. prawnych, humanistycznych i technicznych) akurat w tych trzech czasopismach  jego teksty zostały dopuszczone do publikacji. W pozostałych zgłoszone przez niego teksty zostały odrzucone. Konrad Szaciłowski zauważył, że ten aspekt jego działalności spotkał się z dużo większym zainteresowaniem i dotarł do szerszego grona czytelników niż artykuły dotyczące chemii.
Redakcja „Wschodniego Rocznika Humanistycznego” zdecydowanie potępiła tę działalność prof. Szaciłowskiego, natomiast władze AGH uznały ją cenną.